# Vice-amiral de France
Der Vice-amiral de France (deutsch Vizeadmiral von Frankreich) war ein Offizier der französischen Krone während des Ancien Régime.

## Geschichte
In den Jahren 1627 bis 1635 wurden durch Kardinal Richelieu, dem Grand-maître de la navigation, die Verantwortlichkeiten im Bereich der französischen Seestreitkräfte neu geordnet. In Folge wurde der Posten des Amiral de France und die unabhängigen Admiralitäten abgeschafft. Am 12. November 1669 wurde das Amt des Amiral de France durch König Ludwig XIV. wiederhergestellt. Zur Unterstützung des Inhabers dieser Würde, wurde der Posten des Vice-amiral ès me du Ponant zur Führung der Atlantikflotte (Flotte du Ponant) geschaffen. Diesem folgte 1689 der Vice-amiral ès me du Levant für die Mittelmeerflotte (Flotte du Levant) und im Jahr 1778 bzw. 1784 zwei weitere Posten für Charles Henri d’Estaing (Vice-amiral des Mers d’Asie et d’Amérique) und Pierre André de Suffren (Vice-amiral des Mers d’Inde), welche aber als Ehrenränge anzusehen sind.
Wie das Amt des Admiral von Frankreich wurden die Posten der Vizeadmirale auf Lebenszeit vergeben. Anders aber als dieser wurden zu Vizeadmiralen verdiente Marineoffiziere ernannt. Da es sich in den meistens Fällen bei diesen Offizieren um Männer mit einem höheren Lebensalter handelte, wurde nicht mehr erwartet, dass sie noch persönlich Flottenoperationen leiteten. Das Amt bzw. die Position des Vice-amiral de France ist vergleichbar mit dem des Vice-Admiral of the United Kingdom.
Das Amt des Vice-amiral de France wurde 1791 abgeschafft und der bisherige Rang des Lieutenant-général des armées navales in Vice-amiral umbenannt.

## Liste der Vice-amiral des Ancien Régime
| Name                                         | Bild | Amtszeit            | Amtszeit           | Titel                                     |
| Name                                         | Bild | Beginn der Amtszeit | Ende der Amtszeit  | Titel                                     |
| -------------------------------------------- | ---- | ------------------- | ------------------ | ----------------------------------------- |
| Jean II. d’Estrées                           |      | 12. November 1669   | Juli 1689          | Vice-amiral ès me du Ponant               |
| Victor-Marie d’Estrées                       |      | 1689                | 27. Dezember 1737  | Vice-amiral ès me du Ponant               |
| Anne Hilarion de Tourville                   |      | 1. November 1689    | 23. Mai 1701       | Vice-amiral ès me du Levant               |
| François Louis Rousselet de Châteaurenault   |      | 1701                | 5. November 1716   | Vice-amiral ès me du Levant               |
| Alain Emmanuel de Coëtlogon                  |      | 1716                | 6. Juni 1730       | Vice-amiral ès me du Levant               |
| Charles de Sainte-Maure                      |      | 8. Juni 1730        | 13. September 1744 | Vice-amiral ès me du Levant               |
| Antoine-François de Pardaillan de Gondrin    |      | 28. Dezember 1737   | 24. April 1741     | Vice-amiral ès me du Ponant               |
| François de Bricqueville                     |      | 6. Mai 1741         | 29. September 1746 | Vice-amiral ès me du Ponant               |
| Gaspard de Goussé de La Roche-Allard         |      | 1745                | 17. Januar 1745    | Vice-amiral ès me du Levant               |
| Claude-Élisée de Court de La Bruyère         |      | 2. Februar 1750     | 19. August 1752    | Vice-amiral ès me du Ponant               |
| Vincent de Salaberry de Benneville           |      | 7. Februar 1750     | 30. Dezember 1750  | Vice-amiral ès me du Levant               |
| François-Cornil Bart                         |      | 1752                | 22. April 1755     | Vice-amiral ès me du Ponant               |
| Pierre de Blouet de Camilly                  |      | 1. Mai 1751         | 21. Juli 1753      | Vice-amiral ès me du Levant               |
| Jean-André Barrailh                          |      | 25. August 1753     | 25. August 1762    | Vice-amiral ès me du Levant               |
| Charles-Félix de Poilvilain                  |      | September 1755      | 31. Mai 1756       | Vice-amiral ès me du Ponant               |
| Jean-Baptiste Mac Nemara                     |      | 17. Oktober 1756    | 18. Oktober 1756   | Vice-amiral ès me du Ponant               |
| Hubert de Brienne                            |      | 14. November 1756   | 27. Januar 1777    | Vice-amiral ès me du Ponant               |
| Emmanuel-Auguste Cahideuc Dubois de La Motte |      | 13. Dezember 1762   | 23. Oktober 1764   | Vice-amiral ès me du Levant               |
| Claude Louis d’Espinchal                     |      | 4. November 1764    | 15. August 1770    | Vice-amiral ès me du Levant               |
| Anne Antoine d’Aché                          |      | 24. August 1770     | 11. Februar 1780   | Vice-amiral ès me du Levant               |
| Joseph de Bauffremont-Courtenay              |      | 26. Februar 1777    | 14. November 1781  | Vice-amiral ès me du Ponant               |
| Charles Henri d’Estaing                      |      | 1778                | 1792               | Vice-amiral des Mers d’Asie et d’Amérique |
| Charles-Alexandre de Morell d’Aubigny        |      | 16. Februar 1780    | 25. März 1781      | Vice-amiral ès me du Levant               |
| Paul-Hippolyte de Beauvilliers               |      | 1781                | 30. November 1788  | Vice-amiral ès me du Ponant               |
| Aymar Joseph de Roquefeuil et du Bousquet    |      | 1781                | 1. Juli 1782       | Vice-amiral ès me du Levant               |
| Henri-François de La Rochefoucauld           |      | 1782                | 10. März 1784      | Vice-amiral ès me du Levant               |
| Louis-Armand-Constantin de Rohan             |      | März 1784           | 1792               | Vice-amiral ès me du Levant               |
| Pierre André de Suffren                      |      | 1784                | 1792               | Vice-amiral des Mers d’Inde               |
| Pierre-Antoine de Raymondis d’Éoux           |      | 1788                | 1792               | Vice-amiral ès me du Ponant               |